# تاداشي ايماي
تاداشي ايماي (باليابانية: 今井正 ) (و. 1912 – 1991 م) هو مخرج أفلام ياباني، توفي عن عمر يناهز 79 عاماً.

## التعليم
تعلم في جامعة طوكيو ‏، وجامعة طوكيو.

## وصلات خارجية
- تاداشي ايماي على موقع IMDb (الإنجليزية)
- تاداشي ايماي على موقع ألو سيني (الفرنسية)
- تاداشي ايماي على موقع ميوزك برينز (الإنجليزية)
- تاداشي ايماي على موقع أول موفي (الإنجليزية)
- تاداشي ايماي على موقع قاعدة بيانات الأفلام السويدية (السويدية)
- تاداشي ايماي على موقع قاعدة بيانات الفيلم (الإنجليزية)
- تاداشي ايماي على موقع كينوبويسك (الروسية)